# Povoda
Povoda (in ungherese Pódatejed) è un comune della Slovacchia facente parte del distretto di Dunajská Streda, nella regione di Trnava.